# Vincenzo Cabianca

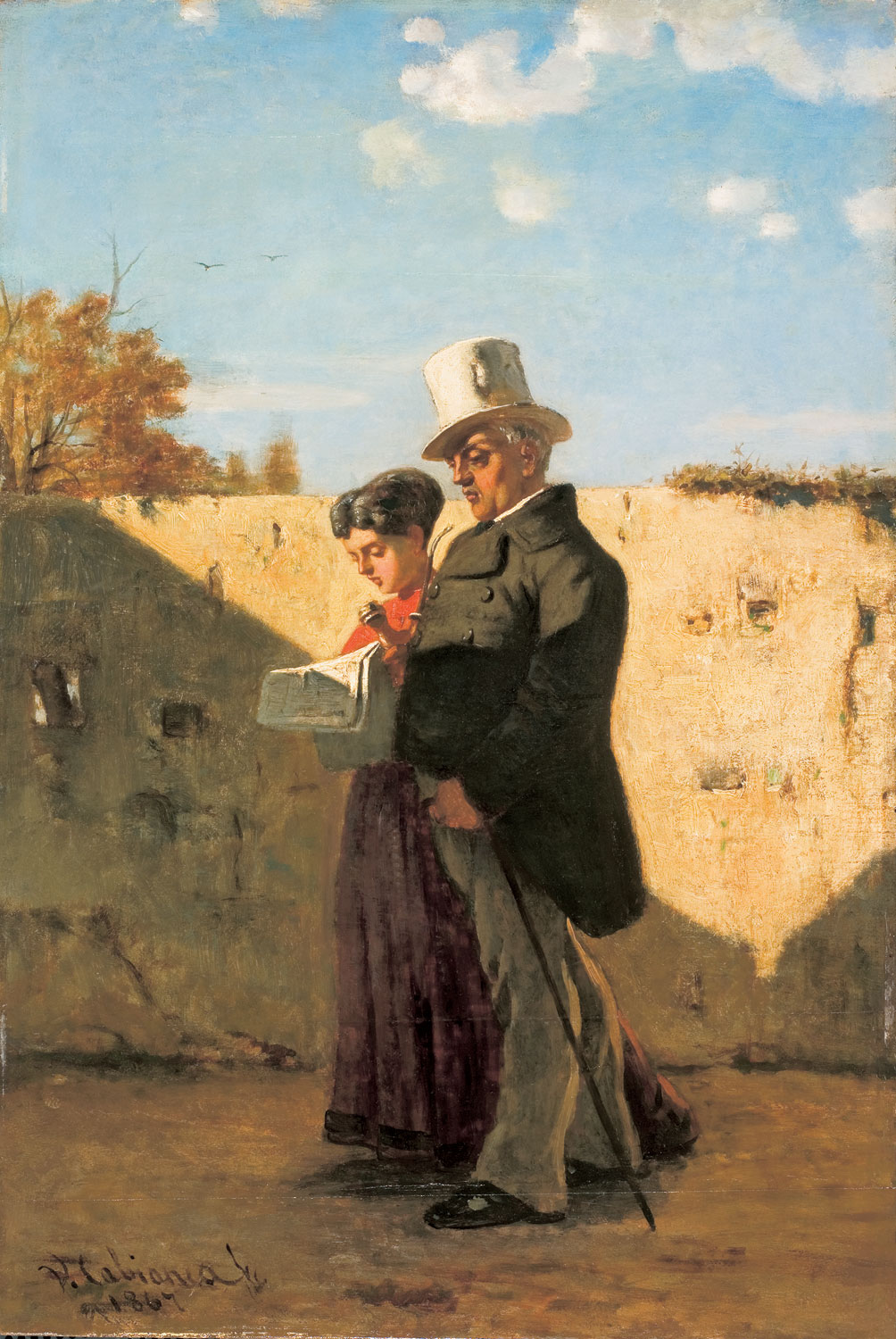
Spaziergang

Vincenzo Cabianca (* 20. Juni 1827 in Verona; † 22. März 1902 in Rom) war ein italienischer Maler des Realismus und Mitglied der Macchiaioli-Künstlergruppe.
Cabianca begann sein Malerstudium an der Kunstakademie von Verona und setzte es an der Kunstakademie von Venedig fort. 1851 wurde er Schüler von Domenico Induno in Mailand.
1853 kam er nach Florenz, um der Verfolgung der österreichischen Polizei für seine patriotische Tätigkeit zu entkommen und befreundete sich dort mit Cristiano Banti, Telemaco Signorini und Odoardo Borrani, die ihn zur Macchiaioli-Künstlergruppe der Realisten einführten. Mit Banti und Signorini besuchte er Paris, um die Werke von Corot und Courbet zu betrachten.
Den Zeitraum von 1859 bis 1860 verbrachte Cabianca in der Stadt Montemurlo in der Nähe von Prato, wo er viele Landschaftsbilder schuf. In den nächsten Jahren war er in La Spezia und Arezzo tätig.
Im Jahre 1870 zog Cabianca nach Rom und begann sich mit der Aquarellmalerei zu beschäftigen.
Seine Werke aus den späteren Jahren zeigen den Einfluss der Symbolisten und Präraffaeliten.